# Tateomys
Tateomys là một chi động vật có vú trong họ Muridae, bộ Gặm nhấm. Chi này được Musser miêu tả năm 1969. Loài điển hình của chi này là Tateomys rhinogradoides Musser, 1969.

## Các loài
Chi này gồm các loài: